# Jan Fastenau
Jan Fastenau  (* 17. Januar 1880 in Norden; † 29. Oktober 1945 in Brake) war ein deutscher Kunsthistoriker in Ostfriesland.

## Leben
Fastenau wurde als Sohn des Bankiers Anton B. D. C. Fastenau  geboren. In Norden besuchte er das Gymnasium. Nach dem Umzug seiner Eltern nach Blankenburg legte Fastenau dort sein Abitur ab. Er studierte Kunstgeschichte an den Universitäten München, Berlin und Tübingen. Von 1910 bis 1914 arbeitete Fastenau als Privatdozent in München und Berlin. Im Jahr 1914 wechselte er als Assistent des Provinzialkonservators von Pommern in den Staatsdienst. 1920 bis 1922 arbeitete Fastenau am Denkmalsarchiv des Provinzialkonservators für Stilkunde an der Staatlichen Zeichenakademie Hanau. Aus gesundheitlichen Gründen gab er 1927 diese Tätigkeit auf. Von 1928 bis 1933 war er Konservator der Sammlungen der Gesellschaft für bildende Kunst und vaterländische Altertümer zu Emden und damit hauptamtlicher Leiter des heutigen Ostfriesischen Landesmuseums.
Fastenaus selbst gestellte Aufgabe bestand in den kommenden Jahren in einer vollständigen Aufnahme der Erfassung und Darstellung der Kunst in Ostfriesland. Hierzu unternahm er umfangreiche Reisen in alle Städte und Gemeinden Ostfrieslands. 1933 schied Fastenau aus den Diensten aus uns siedelte sich in Marburg an. Dort vollendete er sein Inventar der Bau- und Kunstdenkmäler Ostfrieslands. Das Werk wurde nie veröffentlicht und befindet sich heute im Besitz der Landschaftsbibliothek Aurich.

## Publikationen
- Romanische Bauornamentik in Süddeutschland, Strassburg : Heitz, 1916
- Märkische Grabmalkunst aus sieben Jahrhunderten, Berlin : Denkmalpflege u. Heimatschutz, 1926
- Ostfriesische Kunstgeschichte in Umrissen, 1930
- Führer durch die Gemäldesammlung der Gesellschaft für bildende Kunst und vaterländische Altertümer in Emden, 1930
- Ostfriesland und seine Inselbäder, Berlin : Triasdruck, 1934